# П'єро Раймондо Цакоста
П'єро Раймондо Цакоста (1404—1467) — 38-й Великий магістр лицарів-госпітальєрів (з 1461 р. по 1467 р.), іспанець за походженням, родом з Каталонії.

## Біографія
П'єро Раймондо Цакоста вступив до ордену госпітальєрів у віці 14 років (1418 рік). В 1444 році Цакосту призначили пріором іспанського відділення ордену та кастеляном Ампости, він мав підтримку на цій посаді папи Євгенія IV. В період з 1446 по 1461 рік більш ніж половину часу Цакоста перебував за межами іспанського відділення ордену (зокрема в 1449—1453 роках), був на Родосі, успішно виконуючи завдання ордену, збирав внески від пріорів ордену. Після смерті в 1458 році короля Арагону Альфонсо V його знову направили в іспанське відділення ордену.
Його обрали Великим магістром ордену у 1461 році, що не сподобалось королю Арагону Хуану II, з яким Цакоста мав конфлікт. На початку свого правління в 1462 році через мовні та політичні відмінності він розділив іспанське відділення («мову») ордену на два відділення «Арагону та Каталонії» та «Кастилії та Португалії», для набору новобранців до ордену на цих територіях. З метою забезпечення оборони міста Родос в 1465 році він розділив міські укріплення на вісім секторів, за які відповідали лицарі з відповідних відділень госпітальєрів. Як вважається з метою захисту від атак османів, він запросив на острів декількох каталонських піратів.
Також він посилював укріплення міста. Зокрема, за його правління побудована вежа, також відома як «Французька вежа» або «Вежа Ангела». Це була одна з двох веж, що захищали комерційну гавань міста, побудована на природному молі на схід від гавані, укріплена бастіоном за його наступників. Також у 1461—1464 роках за Папи Пія II він побудував вежу святого Петра (герб понтифіка розташований на вежі). За нього також збудовано форт Святого Миколая, який захищав гавань міста.
Докладніше: Укріплення Родосу

## Відносини з османами
Під час його правління Османська імперія намагалася вести переговори з лицарями про володіння островом Родос. Зважаючи на те, що османи не нападали на острів, європейські монархи вважали, що великий магістр таємно домовився з ними, тож щоб спростувати це, він направив на зустріч до посла султана по вулицях міста герольда і блазня, які почали оголошувати про початок війни з османами. Врешті-решт це розв'язало руки османам і спричинило початок війни, яка призвела до облоги Родосу під час правління його наступників.
Докладніше: облога Родоса (1480 р.)
Взнавши, що Мохаммед II взяв в облогу Лесбос, який належав Генуезькій республіці, П'єтро Раймондо Цакоста направив лицарів для його захисту, проте вони загинули, не діставши підтримки місцевого грецького населення.

## Конфлікт із венеційцями
Під час правління П'єро Раймондо Цакости виник конфлікт між лицарями та Венеційською республікою, дві торговельні галери, які лицарі захопили, поневоливши арабських торговців, що зі своїми товарами мандрували на них з Олександрії. У відповідь у 1464 році венеційці відправили флот із 42 кораблів, які захопили більшу частину острова і домоглися від великого магістра виконання своїх умов, зокрема щодо повернення товарів та полонених.

## Смерть та поховання
Окремі лицарі ордену оскаржували збільшення розміру стягнень в загальну казну ордену (дебати відбувалися з 12 грудня 1466 року по 7 лютого 1467 року в Римі), проте Папа Пій II прийняв сторону Великого магістра ордену, видавши 12 лютого відповідну буллу.
П'єро Раймондо Цакоста помер 28 лютого 1467 р. в Римі, готуючись до повернення на острів і був похований у базиліці Святого Петра. У 1956 році його останки були перенесені до церкви Святої Марії Мальтійського ордену в Римі.